# Spithead

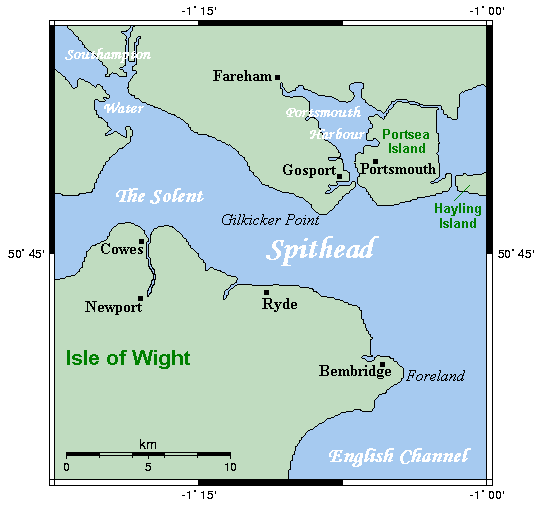
Mappa dello Spithead

Spithead è una parte del Solent, il braccio di mare che separa l'isola di Wight dal resto dell'Inghilterra, nella contea dello Hampshire, in prossimità di Portsmouth. Protetta dai venti, questa parte del Solent è spesso utilizzata per l'ancoraggio delle imbarcazioni della Royal Navy.
Qui, nel 1797 fra i mesi di marzo e maggio, ebbe luogo il cosiddetto "ammutinamento di Spithead".

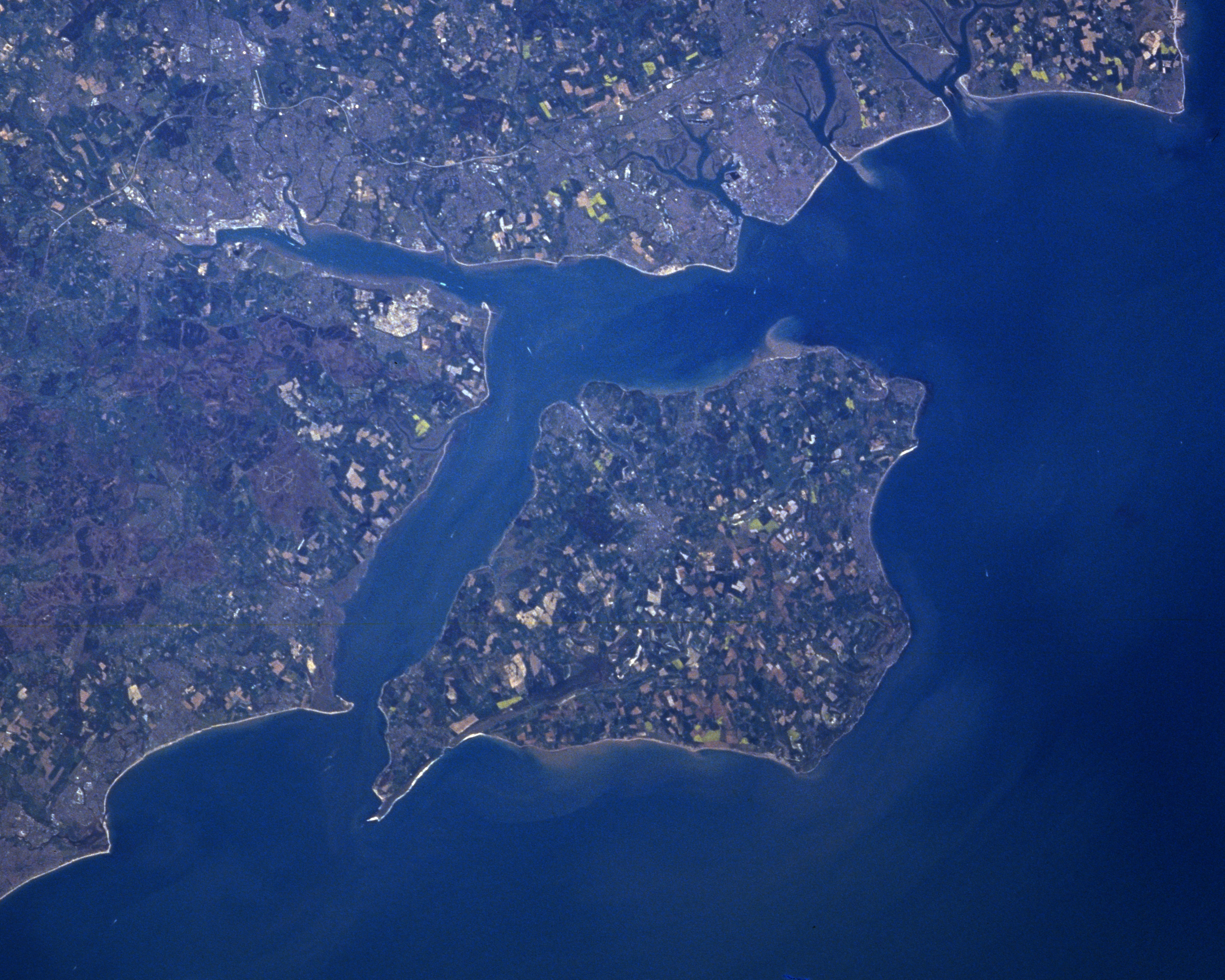
Immagine satellitare del Solent, che separa l'Isola di Wight dalla terraferma della Gran Bretagna.